# Ивоњич-Здрој
Ивоњич-Здрој (пољ. Iwonicz-Zdrój) град је у Пољској у Војводству поткарпатском. По подацима из 2012. године број становника у месту је био 1904.

## Становништво
| 2012. |
| ----- |
| 1.904 |